# Sid Wilson
Sidney George Wilson, detto Sid, noto anche con lo pseudonimo di DJ StarScream (Des Moines, 20 gennaio 1977), è un disc jockey e rapper statunitense, turntablist del gruppo statunitense Slipknot.

## Biografia
Agli inizi della carriera con gli Slipknot, Wilson viene identificato come #0 e inizialmente indossava una maschera antigas del tipo C3 canadese. Dall'album Vol. 3: (The Subliminal Verses) ha iniziato ad indossare una suggestiva maschera da teschio; in All Hope Is Gone utilizza una maschera ispirata al robot Starscream dei Transformers, che ha diverse funzionalità: sopracciglia semoventi che Wilson adopera con un controllo remoto (per conferire alla maschera un'espressione più cattiva, o una di stupore), ed occhi cangianti. In .5: The Gray Chapter ha utilizzato una maschera in pelle nera con visiere a righe per gli occhi e un coperchio a forma di cono che una volta rimosso fa vedere la bocca con denti d'oro. Con l'uscita di We Are Not Your Kind utilizza una maschera costituita dal calco del suo viso che cambia espressione a seconda di come muove il proprio volto. Sid è oltretutto noto per le sue strabilianti esibizioni durante i concerti, nei quali esegue acrobazie correndo su e giù per il palco o aggrappandosi alle piattaforme dove altri componenti suonano.
Oltre al suo impegno con gli Slipknot, Wilson è anche un DJ di musica drum and bass, noto con lo pseudonimo di DJ StarScream ed è sotto contratto con l'etichetta discografica giapponese N2O Records.
A partire dall'agosto 2010 è in tour con la sua band solista, i SID, di cui è cantante. L'ultima data del tour si è svolta il 5 settembre 2010 presso il locale Another Hole in the Wall di Steger (Illinois).
È sentimentalmente legato a Kelly Osbourne, figlia di Ozzy. La coppia ha un figlio, nato nel 2022.

## Discografia

### Con gli Slipknot
- 1999 – Slipknot
- 2001 – Iowa
- 2004 – Vol. 3: (The Subliminal Verses)
- 2008 – All Hope Is Gone
- 2014 – .5: The Gray Chapter
- 2019 – We Are Not Your Kind
- 2022 – The End, So Far

### Come DJ StarScream
Album in studio
- 2006 – The New Leader

Album dal vivo
- 2005 – Live At Konkrete Jungle New York City

Raccolte
- 2003 – Full Metal Scratch-It
- 2003 – Abunaii Sounds - Tataku on Your Atama
- 2005 – Sound Assault
- 2010 – This Is Full Metal Jungle Vol.1

### Con i SID
- 2011 – SID
- 2011 – Repeat (con Thekeenone)